# Ceratoglanis scleronema
Ceratoglanis scleronema es una especie de peces de la familia Siluridae en el orden de los Siluriformes.

## Morfología
• Los machos pueden llegar alcanzar los 44 cm de longitud total.
- Número de  vértebras: 62-65.[1][2]

## Alimentación
Come invertebrados acuáticos y peces hueso.

## Hábitat
Es un pez de agua dulce y de clima tropical.

## Distribución geográfica
Se encuentran en Asia:  cuencas de los ríos Mekong en Tailandia, Citarum en  Java, Batang Hari y Siak en Sumatra,  Pahang en Malasia peninsular, y Baram, Barita, Kapuas y rejang en Borneo.